# Redoxtitrering
Redoxtitrering är en kvantitativ kemisk analysmetod. Vid redoxtitrering sker en redoxreaktion. Metoden kan till exempel användas för att bestämma järnhalten i stål genom att titrera med kaliumpermanganat.